# NGC 2709
NGC 2709 este o galaxie lenticulară situată în constelația Hidra. A fost descoperită în 27 ianuarie 1852 de către William Parsons, 3rd Earl of Rosse⁠(d).